# Saskia Junggeburth
Saskia Junggeburth (* 15. Mai 1975 in Mannheim) ist eine deutsche Schauspielerin und Regisseurin. Sie lebt und arbeitet in Hamburg.

## Leben und Wirken
Saskia Junggeburth ging in Konstanz zur Schule und machte im Jahr 1994 Abitur an der Geschwister-Scholl-Schule. Von 1980 bis 1994 hatte sie erste Gastverträge am Stadttheater Konstanz, wo sie unter anderem als Julia in Shakespeares Maß für Maß zu sehen war und am Sommertheater in Meersburg. Sie absolvierte von 1997 bis 2000 eine Ausbildung an der Schule für Schauspiel in Hamburg.
Seit 2000 ist sie als freischaffende Schauspielerin und Regisseurin bei diversen Film- und Theaterprojekten tätig. Unter anderem spielte sie im Theater Sesam in Bitburg die Hermia in Shakespeares Sommernachtstraum oder den Oberst Hathi im Dschungelbuch.
Zu ihren Erfolgen gehört die Gründung und Leitung des Ensembles „Elfen im Park“. Die Theateraufführungen des Ensembles fanden von 2001 bis 2011 im Wohlers Park statt. Von 2011 bis 2014 war sie für die Programmleitung des Logensaal in den Hamburger Kammerspielen zuständig. Dort finden literarische und musikalische Veranstaltungen sowie Vorträge und Diskussionsrunden statt.
Saskia Junggeburth ist die Tochter des Regisseurs und Autors Otto Junggeburth.

## Filmografie

### Schauspielerin
- 2003: Die Finsternis, Regie: Thomas Thielsch, Arte
- 2006: 2030 – Aufstand der Alten, Regie: J. Lühdorff, ZDF
- 2007: Dämmerung, Regie: Martn Bondzio, Webserie
- 2007: Schädelwände, Regie: Oliver Krüger
- 2010: Zimma, Regie: Antonello Scarpelli
- 2010: Den Anker im Nichts, Regie: Ulrike Paul, u. a. Serienpilot, HfbK
- 2010: Der Welt abhanden, Regie: Freya Gomb, NDR
- 2011: Undine geht, Regie: Sofia Zwokbenkel
- 2011: The Dance, Regie: Christina Magdalinou

### Regisseurin
- 2000: White Lillies running wild, Kurzfilm
- 2001: Wo ist Bin Laden?, Kurzfilm
- 2005: glauben lieben hoffen, Kurzfilmspiele Konstanz
- 2006: Projekt Heidi – Jodeln in der Grossstadt, Kurzfilm

## Theater (Auswahl)

### Schauspielerin
- 1982: August August August, Stadttheater Konstanz
- 1984: Der eingebildete Kranke, Stadttheater Konstanz
- 1990: Professor Unrat, Sommertheater Meersburg
- 1992: Memmingen, Stadttheater Konstanz
- 1994: Maß für Maß, Stadttheater Konstanz
- 2001: Ein Sommernachtstraum, Elfen im Park, Wohlerspark Hamburg
- 2002: Berliner Tagebuch, Zelttheaterfestival Hamburg
- 2003: Dschungelbuch, Theater Sesam Bitburg
- 2004: Leonce und Lena, Elfen im Park, Wohlerspark Hamburg
- 2006: Der tolle Tag oder die Hochzeit des Figaro, Elfen im Park, Wohlerspark Hamburg
- 2007: Happy End, Elfen im Park, St. Johanniskirche, Polittbüro
- 2008: Noch ist Polen nicht verloren, Elfen im Park, Polittbüro
- 2010: thalia 2.0: du lügst!, Thalia Theater & Antiquariat Atlas
- 2011: Dynasty. Der Nibelungenclan, Elfen im Park, Wohlerspark Hamburg
- 2012: Im Theater ist was los – ein Georg Kreisler Abend, Logensaal Hamburger Kammerspiele

### Regisseurin
- 2002: Venus in Blau. Ein Wasserwerk in drei Zügen., Elfen im Park, diverse Schwimmbäder
- 2006: Glaube. Liebe. Hoffnung. Ein kleiner Totentanz, Hamburger Botschaft
- 2005: Ein Heimatabend, TriBühne Theater Lübeck
- 2014: Adressat unbekannt, Honigfabrik